# José Olaya

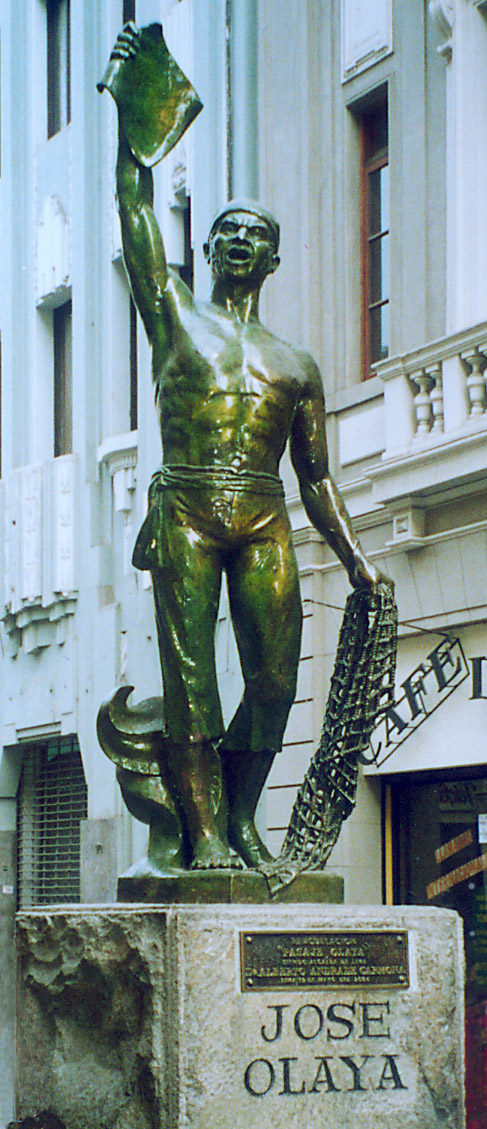
José Olaya, frihetshjälte och martyr under självständighetskriget

José Olaya (José Silverio Olaya Balandra), född 1782 i Chorrillos, död 29 juni 1823 i Lima, var en peruansk frihetshjälte och martyr under självständighetskriget mot Spanien.
José Olaya föddes 1782 i Chorrillos i sydöstra delen av nuvarande Lima. Under självständighetskriget mot spanjorerna arbetade han som emissarie mellan revolutionsregeringen i Callao och patrioterna i Lima. 

## Olaya i kampen för självständighet
Perus självständighet, som första gången hade utropats i Huaura i november 1820 och en andra gång den 28 juli 1821 i Lima, hade bara kommit till stånd i Lima och i norra delen av landet, men Cusco, centrala bergsområdena och södra delen av landet låg fortfarande under den spanska arméns kontroll. När José de San Martín såg vilket svagt stöd de politiska och militära styrkorna fick, avgick han vid den första konstituerande kongressen 1822. Kongressen utsåg José de la Riva Agüero till republikens president. De spanska styrkorna, som utnyttjade tillfället att de patriotiska trupperna var långt borta, intog Lima, och tvingade kongressens medlemmar att söka skydd i Fortaleza del Real Felipe i El Callao.
På denna scen kom fiskaren José Olaya in och utgjorde förbindelse mellan frihetsstyrkorna och de patriotiska styrkorna i Lima, en förbindelse han upprätthöll genom att upprepade gånger ta sig simmande mellan Callao och Chorrillos-Lima.
General Sucre använde sig av José Olayas tjänster genom Juana de Dios M. Hon tog emot den hemliga korrespondensen och överlämnade den till general Sucre, utan att avslöja identiteten på budbärarna, bland dem Olaya. General Sucre vidarebefordrade i sin tur meddelandena till de avsedda mottagarna. Korrespondensen lämnade avgörande upplysningar om ockupationsstyrkorna och den utrustning de disponerade. 
Under ett av sina uppdrag togs han tillfånga av spanjorerna, utsattes för förhör och tortyr, men avslöjade ingenting om sitt uppdrag. Han dömdes till döden och ställdes inför exekutionspatrullen på morgonen den 29 juni 1823 på den lilla gata vid Plaza Mayor i Lima som idag bär hans namn: Pasaje Olaya.
| ”            | Om jag så hade tusen liv, skulle jag hellre förlora dem än förråda mitt fosterland | „ |
| – José Olaya |                                                                                    |   |

Samma dag som hans dödsdag, den 29 juni, firar hans födelseort Chorrillos sitt skyddshelgon Sankt Petrus (San Pedro). Som ett hederstecken för hans insatser är Olaya skyddspatron för sambandstjänsten (Arma de Comunicaciones) inom den peruanska armén och minnesdagen är densamma, 29 juni.
Förutom statyn vid Pasaje Olaya, gatan där han avrättades, står han även staty i sin födelseort Chorrillos, i en liten park vid Malecón.

## Fotnoter och källor
1. 1 2 3  Pons 1981, sid 129
2. ↑  På originalspråk: Si tuviera mil vidas, gustoso las perdería antes de denunciar a los patriotas o traicionar a mi patria.
3. 1 2  Ejercito del Perú

- ”Patrono del Arma de Comunicaciones”. Ejercito del Perú. Arkiverad från originalet den 3 februari 2012. https://web.archive.org/web/20120203184951/http://www.ejercito.mil.pe/index.php?option=com_content&view=article&id=115&Itemid=104. Läst 7 maj 2011.(spanska)
- Gustavo Pons Muzzo (1981). Compendio de historia del Perú. Lima. sid. 129(spanska)